# Tatjana Ehrenfest-Afanassjewa
Tatjana Ehrenfest-Afanassjewa (geboren als Tatjana Alexejewna Afanassjewa, russisch Татьяна Алексеевна Афанасьева; * 19. November 1876 in Kiew; † 14. April 1964 in Leiden) war eine russisch-niederländische Physikerin und Mathematikerin.

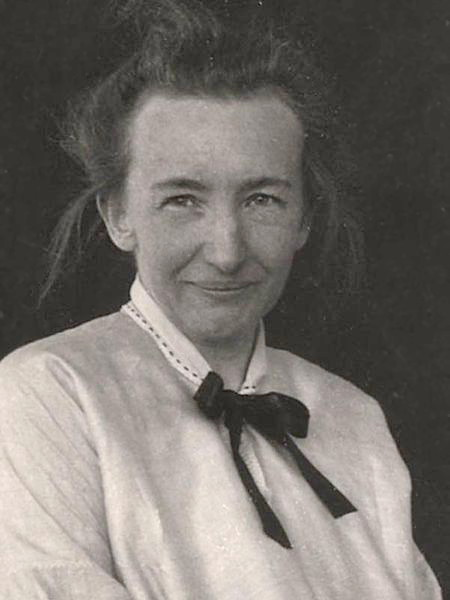
Tatjana Ehrenfest (ca. 1910)

Tatjana Afanassjewa wuchs nach dem Tod des Vaters bei ihrem Onkel in Sankt Petersburg auf. Ab 1902 besuchte sie die Universität Göttingen, wo sie den österreichischen Physiker Paul Ehrenfest (1880–1933) traf, den sie am 21. Dezember 1904 heiratete. 1907 zogen beide nach Sankt Petersburg und von dort 1912 nach Leiden. An der Universität Leiden war Paul Ehrenfest Nachfolger von Hendrik Antoon Lorentz.
Tatjana Ehrenfest arbeitete eng mit ihrem Mann zusammen, unter anderem an dem einflussreichen Artikel über statistische Mechanik in der Enzyklopädie der mathematischen Wissenschaften. Außerdem arbeitete sie als Mathematik-Schullehrerin und war sehr an Fragen der Didaktik der Mathematik interessiert und organisierte mathematik-didaktische Colloquien für Lehrer bei sich zu Hause und publizierte zu diesem Thema sowohl auf Niederländisch als auch auf Deutsch, so z. B. den Aufsatz Was kann und soll Geometrieunterricht einem Nichtmathematiker geben? (1927) oder ihre Uebungensammlung zu einer geometrischen Propädeuse (1931), in der fast 200 praktische Übungen zu geometrischen Themen vorgeschlagen werden. Die didaktischen Veranstaltungen wurden unter anderem auch von Hans Freudenthal besucht, der später eine wichtige Rolle bei der Reform des Mathematikunterrichts in den Niederlanden in den 1960er Jahren spielte.
Aus der Ehe mit Ehrenfest hatte sie zwei Söhne und zwei Töchter, von denen Tatjana Pawlowna Ehrenfest (1905–1984, später Tanja van Aardenne-Ehrenfest) ebenfalls Mathematikerin wurde.

## Schriften
- Tatiana und Paul Ehrenfest: Bemerkung zur Theorie der Entropiezunahme in der Statistischen Mechanik von W.Gibbs. Wien, 1906
- Paul und Tatjana Ehrenfest: Begriffliche Grundlagen der statistischen Auffassung in der Mechanik. In: Enzyklopädie der Mathematischen Wissenschaften, Band IV, 2. Teil, fertiggestellt 1909 bis 1911
- T. Ehrenfest-Afanassjewa, Die Grundlagen der Thermodynamik (Leiden 1956)
- T. Ehrenfest-Afanassjewa, On the Use of the Notion "Probability" in Physics, American Journal of Physics, Bd.  26, 1958, S.  388
- Tatjana Ehrenfest-Afanassjew: Uebungensammlung zu einer geometrischen Propädeuse. Nijhoff, Den Haag 1931, doi:10.1007/978-94-011-9597-3.[6]